# Mark Blundell
Mark Blundell, britanski dirkač Formule 1, * 8. april 1966, Barnet, Hertfordshire, Anglija, Združeno kraljestvo.
Mark Blundell je upokojeni angleški dirkač Formule 1. Debitiral je v sezoni 1991 in na Veliki nagradi Belgije je s šestim mestom osvojil prvo prvenstveno točko. Po letu premora je v sezoni 1993 že na prvi dirki sezone za Veliki nagradi Južne Afrike dosegel tretje mesto, svoj najboljši rezultat kariere rezultat, ki ga je ponovil v isti sezoni še na Veliki nagradi Nemčije in v prihodnji sezoni 1994 na Veliki nagradi Španije. Po svoji najboljši sezoni 1995, ko je v dirkaškem prvenstvu zasedal deseto mesto s trinajstimi točkami, se je upokojil.

## Popolni rezultati Formule 1
(legenda) (odebeljene dirke pomenijo najboljši štartni položaj, poševne pa najhitrejši krog, †-uvrščen kljub odstopu)
| Leto | Moštvo                        | Šasija          | Motor        | 1       | 2       | 3      | 4       | 5       | 6       | 7       | 8       | 9       | 10      | 11    | 12      | 13      | 14      | 15       | 16      | 17    | Prv | Toč |
| ---- | ----------------------------- | --------------- | ------------ | ------- | ------- | ------ | ------- | ------- | ------- | ------- | ------- | ------- | ------- | ----- | ------- | ------- | ------- | -------- | ------- | ----- | --- | --- |
| 1991 | Motor Racing Developments Ltd | Brabham BT59Y   | Yamaha V12   | ZDA Ret | BRA Ret |        |         |         |         |         |         |         |         |       |         |         |         |          |         |       | 18. | 1   |
| 1991 | Motor Racing Developments Ltd | Brabham BT60Y   | Yamaha V12   |         |         | SMR 8  | MON Ret | KAN DNQ | MEH Ret | FRA Ret | VB Ret  | NEM 12  | MAD Ret | BEL 6 | ITA 12  | POR Ret | ŠPA Ret | JAP DNPQ | AVS 17  |       | 18. | 1   |
| 1993 | Ligier Gitanes Blondes        | Ligier JS39     | Renault V10  | JAR 3   | BRA 5   | EU Ret | SMR Ret | ŠPA 7   | MON Ret | KAN Ret | FRA Ret | VB 7    | NEM 3   | MAD 7 | BEL 11  | ITA Ret | POR Ret | JAP 7    | AVS 9   |       | 10. | 10  |
| 1994 | Tyrrell                       | Tyrrell 022     | Yamaha V10   | BRA Ret | PAC Ret | SMR 9  | MON Ret | ŠPA 3   | KAN 10  | FRA 10  | VB Ret  | NEM Ret | MAD 5   | BEL 5 | ITA Ret | POR Ret | EU 13   | JAP Ret  | AVS Ret |       | 12. | 8   |
| 1995 | Marlboro McLaren Mercedes     | McLaren MP4/10  | Mercedes V10 | BRA 6   | ARG Ret | SMR    | ŠPA     |         |         |         |         |         |         |       |         |         |         |          |         |       | 10. | 13  |
| 1995 | Marlboro McLaren Mercedes     | McLaren MP4/10B | Mercedes V10 |         |         |        |         | MON 5   | KAN Ret | FRA 11  | VB 5    | NEM Ret | MAD Ret | BEL 5 | ITA 4   |         |         | PAC 9    | JAP 7   | AVS 4 | 10. | 13  |
| 1995 | Marlboro McLaren Mercedes     | McLaren MP4/10C | Mercedes V10 |         |         |        |         |         |         |         |         |         |         |       |         | POR 9   | EU Ret  |          |         |       | 10. | 13  |